# Slagordningen vid slaget vid Lake George
Slagordningen vid slaget vid Lake George visar de truppstyrkor som var engagerade i slaget vid Lake George 8 september 1755.

## Brittiska kronans trupper
- Generalmajoren vid New Yorks trupper, William Johnson
  - Brittiska armén
    - Kapten William Eyre, ingenjör och kvartermästare

  - Provinstrupper
    - Första Massachusettsregementet (en bataljon)
    - Andra Massachusettsregementet (en bataljon)
    - Tredje Massachusettsregementet (en bataljon)
    - Första Connecticutregementet (en bataljon)
    - Andra Connecticutregementet (en bataljon)
    - Rhode Island-regementet (en svag bataljon)
    - New York-regementet (3 kompanier)
- Mohawker under Theyanoguin (cirka 250 krigare)

Källa: 

## Franska kronans trupper
- Maréchal de camp, baron Jean-Armand de Dieskau
  - Franska armén
    - Languedocregementet (två kompanier)
    - La Reine-regementet (två kompanier)

  - Kanadensisk milis (690 man)
- Abenaker och mohawker från indianmissionerna i Nya Frankrike (cirka 600 krigare)

Källa:

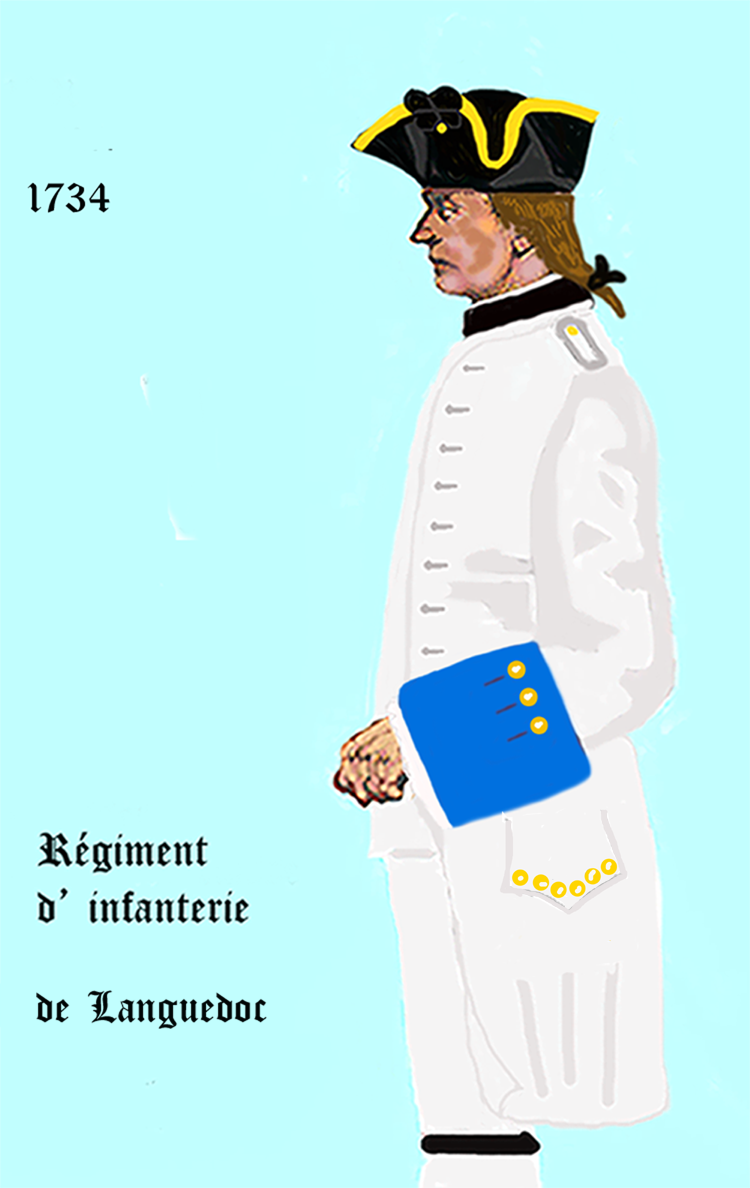
Den uniform som bars av Languedoc- regementet i Nordamerika.
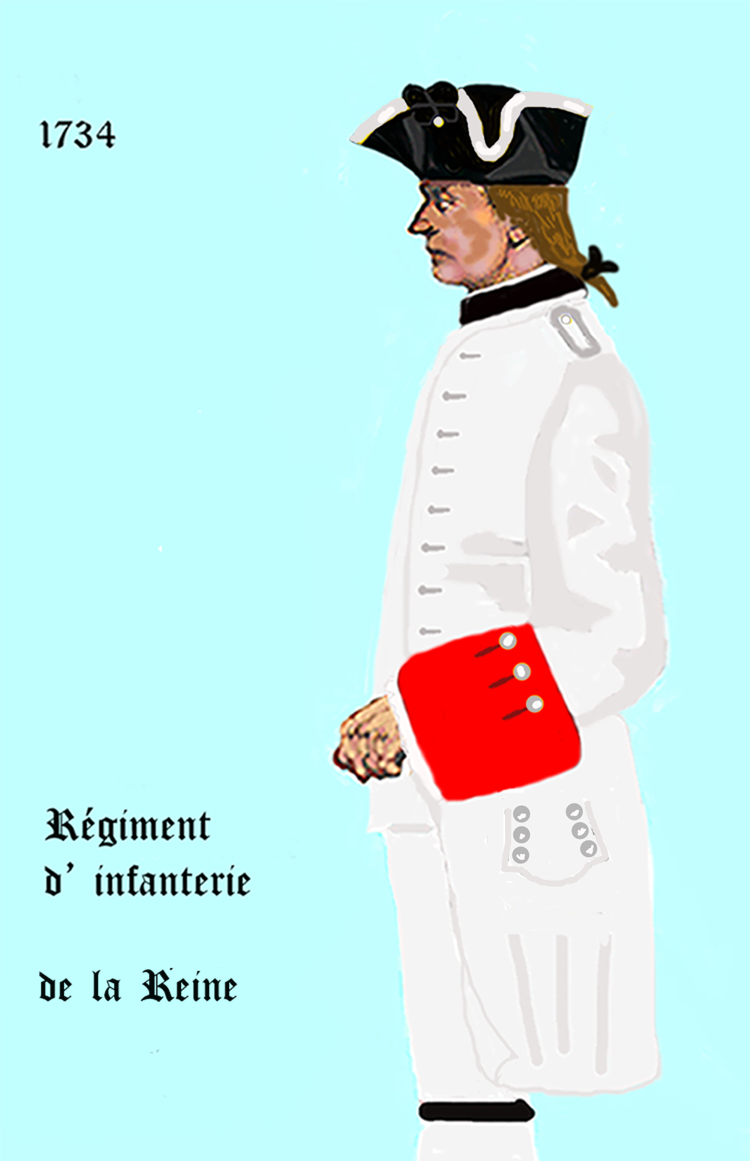
Den uniform som bars av regementet La Reine i Nordamerika.